# 耶日·东布罗夫斯基 (中校)

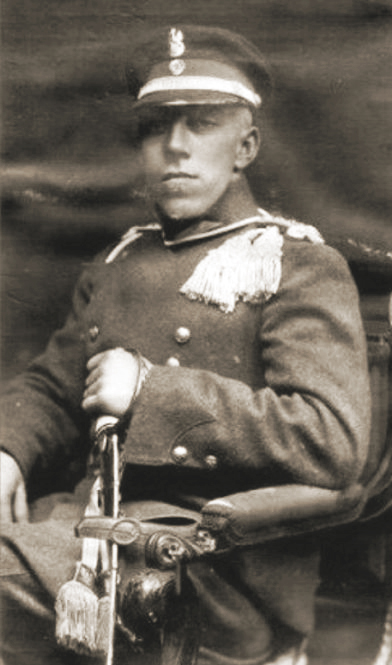
耶日·东布罗夫斯基

耶日·东布罗夫斯基（Jerzy Dąbrowski，1889年—1940年）是一位波兰第二共和国陆军骑兵军官，军衔中校，曾參與波蘇戰爭。波蘭戰役後他逃到立陶宛。蘇聯佔領立陶宛後他被蘇聯方面逮捕。他在遭受大量酷刑後于1940年12月16-17日夜间在明斯克一监狱内被苏方處決，理由是他曾經參加波蘇戰爭對抗蘇聯。